# جينيفر غرين
جينيفر غرين (بالإنجليزية: Jennifer Greene)‏ (9 ديسمبر 1948، ميشيغان في الولايات المتحدة)؛ روائية أمريكية.